# Jan Adam I. z Lichtenštejna
Jan Adam I. Ondřej (německy Johann Adam Andreas; 16. srpna 1662 v Brně – 16. června 1712 ve Vídni) byl třetí panující lichtenštejnský kníže.

## Život a činnost
V roce 1699 získal panství Schellenberg a v roce 1712 hrabství Vaduz. Tato dvě území později vytvořila současné Lichtenštejnské knížectví.
Jan Adam nikdy nepřijal žádný císařský úřad. Byl finanční expert, a tak směřoval spíše k této oblasti. Neformálně byl znám jako „Hans Adam Bohatý“.
Kromě spravování rodového majetku se velmi zajímal také o umění. Kupoval mj. díla Rubense a van Dycka. Byl jedním ze nejštědřejších patronů své doby. Hans Adam byl iniciátorem dvou významných architektonických památek ve Vídni, majorátního městského paláce (v ulici Bankgasse) a letní rezidenci v Roßau (na Fürstengasse).

## Rodina
Oženil se 16. února 1681 ve Vídni se svou sestřenicí, dvorní dámou císařovny Erdmundou Terezou z Ditrichštejna (17. dubna 1662 – 15. března 1737 Vídeň), dcerou Ferdinanda Josefa z Ditrichštejna (1636–1698) a jeho manželky Marie Alžběty z Eggenbergu (1640–1715). Narodilo se jim třináct dětí, pouze sedm z nich (vyznačeni tučně) se dožilo vyššího věku, ale chlapci zemřeli ještě před otcem. V níže uvedeném seznamu chybí dvě děti.
- 1. syn (* a † 14. 1. 1682)
- 2. Marie Alžběta (3. 5. 1683 – 8. 5. 1744)[1]
  - 1. ∞ (21. 4. 1703) Maxmilián II. Jakub Mořic, kníže z Lichtenštejna (1641–1709) z gundakerovské linie rodu
  - 2. ∞ (28. 2. 1713) Leopold, vévoda šlesvicko-holštýnsko-sonderbursko-wiesenburský (1674–1744)
- 3. Karel Josef Václav (15. 10. 1684 – 16. 2. 1704)[1]
- 4. Marie Antonie Apolonie Rosina (13. 3. 1687 – 9. 10. 1750)[1]
  - 1. ∞ (24. 1. 1704) Marek Adam Czobor de Czoborszentmihály († 1728)
  - 2. ∞ (29. 4. 1731) Karel Hrzán z Harrasova
- 5. Marie Anna (8. 5. 1688 – zemřela mláda)
- 6. František Dominik Jiljí Florián (1. 9. 1689 – 9. 3. 1711)[1]
- 7. Marie Gabriela Anna Alexie (12. 7. 1692 – 7. 11. 1713)[1]
  - ∞ (1. 12. 1712) Josef Jan Adam, kníže z Lichtenštejna (1690–1732) z gundakerovské linie
- 8. Marie Tereza Anna Felicitas (11. 5. 1694 – 20. 2. 1772)[1]
  - ∞ (24. 10. 1713) Emanuel Tomáš, vévoda savojsko-carignanský, hrabě ze Soissons (1687–1713), synovec prince Evžena
- 9. Marie Markéta Anna (19. 8. 1697 – 9. 1. 1702)
- 10. Marie Dominika Magdalena (5. 8. 1698 – 3. 6. 1724)[1]
  - ∞ (21. 5. 1719) Jindřich Josef z Auerspergu (1697–1783), vévoda na slezském Minsterberku
- 11. Jan Křtitel (26. 8. 1700 – 27. 8. 1700)